# سهره نقاب‌سیاه
سهره نقاب‌سیاه (نام علمی: Coryphaspiza melanotis) نام یک گونه از تیره فرخنده است.